# Zhukou, Fujian
Zhukou (kinesiska: 朱口) är en köping i sydöstra Kina. Den ligger i Taining härad i staden Sanming i provinsen Fujian, omkring 230 kilometer nordväst om provinshuvudstaden Fuzhou. Antalet invånare är 17 370. Befolkningen består av 8 378 kvinnor och 8 992 män. Barn under 15 år utgör 18,0 %, vuxna 15-64 år 69 %, och äldre över 65 år 11,0 %.